# Misumenops melloleitaoi
Misumenops melloleitaoi es una especie de araña cangrejo del género Misumenops, familia Thomisidae. Fue descrita científicamente por Berland en 1942.

## Distribución
Esta especie se encuentra en Polinesia Francesa.